# Képregényszereplők szuperképességeinek listája
Ez a lista a képregények szereplői által birtokolt szuperképességeket tartalmazza.

## Személyes fizikai képességek
| Tulajdonság                                     | Leírás | Példák |
| ----------------------------------------------- | --- | --- |
| Állatutánzás                                    | A szereplő képes állatok tulajdonságait utánozni. | Animal Man, Hannah Webster (Charmed), Pókember                                                                                             |
| Anyagintegráció                                 | A szereplő képes elfogyasztani bármilyen anyagot, bármilyen negatív hatás nélkül.                                                                               | Maszk, Tazmán ördög |
| Biológiai manipuláció                           | A szereplő képes az élő szervezetek biológiai folyamatait irányítani. Ez lehet gyógyítás, fizikai elváltoztatás vagy akár teljes genetikai manipuláció is.      | Maszk, Kuruzsló |
| Csontnövesztés                                  | A szereplő képes tudatosan növeszteni csontjait. Ezzel képes a csont regenerálására, védekezési vagy támadási céllal csontkinövéseket, csontpáncélt növeszteni. | Tüske |
| Emberfeletti ellenállóképesség                  | A szereplő nagyfokú ellenállással rendelkezik az őt érő hatásokkal szemben.                                                                                     | Buldózer, Ben 10 (Gyémántfej) |
| Emberfeletti erő                                | A szereplő képes emberfeletti erőt kifejteni. | Hulk, Niki Sanders, Amazon |
| Lézerlátás                                      | A szereplő képes a szeméből lézert lőni. | Küklopsz (képregény), Superman , Nora Thunderman                                                                                           |
| Éjjellátás                                      | A szereplő képes látni akár a teljes sötétségben is. | Árnyék |
| Hőlátás                                         | A szereplő képes hőkibocsátására a szeméből. | Clark Kent |
| Infralátás                                      | A szereplő képes érzékelni az infravörös fénytartományt. | Naptűz |
| Röntgenlátás                                    | A szereplő képes átlátni nem átlátszó anyagokon. | Clark Kent |
| Teleszkopikus és mikroszkopikus látás           | szereplő képes nagyon távoli vagy nagyon kicsi dolgokat is látni.                                                                                               | Jake 2.0 |
| Emberfeletti reflexek                           | A szereplő reakcióideje kisebb, mint bármely közönséges emberé.                                                                                                 | V (V for Vendetta), Veszélyes Tini |
| Izommemorizációs képesség                       | A szereplő képes bármilyen mozgást leutánozni. | Monica Dawson |
| Falmászás                                       | A szereplő képes megtapadni a falon. | Pókember |
| Feromontermelés                                 | A szereplő képes feromonok termelésére. | Lilaember |
| Gyors öngyógyuló képesség (spontán regeneráció) | A szereplő képes gyorsan felgyógyulni a sérülésekből. Ennek mértéke és gyorsasága szereplőként eltér.                                                           | Rozsomák, Claire Bennet, Adam Monroe, Deadpool                                                                                             |
| Hang alapján való tájékozódás                   | A szereplő képes a saját maga, vagy más által kibocsátott és visszaverődő hangok alapján tájékozódni                                                            | Fenegyerek |
| Kifinomult érzékszervek                         | A szereplő öt érzékszerve közül egyesek, vagy mindegyik jóval kifinomultabb mint bármely közönséges emberé.                                                     | Sentinel (az őrszem), Dale Smither |
| Kinetikus energia elnyelése                     | A szereplő képes elnyelni és felhasználni a kinetikus energiát.                                                                                                 | Sebastian Shaw |
| Láthatatlanság                                  | A szereplő képes láthatatlanná válni. | Láthatatlan, Öcsi, Claude Rains (Hősök) |
| Méregtermelés                                   | A szereplő képes méreg termelésére. | Méregcsók, Maya Herrera (Hősök) |
| Önrobbantás vagy robbantás                      | A szereplő képes felrobbantani saját magát, majd újraalkotni testét.                                                                                            | Nitró |
| Reaktív alkalmazkodás, reaktív evolúció         | A szereplő képes magas ellenállást, vagy teljes immunitást szerezni az őt ért hatásokra időleges vagy állandósult jelleggel.                                    | |
| Savtermelés                                     | A szereplő képes savat termelni és azt valamilyen módon kibocsátani.                                                                                            | Atvy Morodur (Gergő és az álomvámpírok I-II, Rúvel hegyi legenda)                                                                          |
| Sebezhetetlenség                                | A szereplő immunis a fizikai sérülések egy, vagy több formájával szemben.                                                                                       | Superman, Hőskapitány |
| Sikoly                                          | A szereplő képes széleskörűen felhasználni az általa kibocsátott hangot.                                                                                        | Vészmadár, Black Canarie, Banshee (Charmed) (hangja a közönséges halandókat azonnal megöli, a boszorkányokat pedig Bansee-vé változtatja.) |
| Sokszorozódás                                   | A szereplő képes fizikailag megsokszorozni önmagát. | Ian (Smallwille) , Eli (Hősök) |
| Szupergyorsaság                                 | A szereplő elképesztő sebességgel való futásra | Will (Hihetetlen család), Pietro Maximoff, Barry Allen (Flash), Billy Thunderman                                                           |
| Szupernyúlékonyság                              | A szereplő képes a testét akár 30 méter hosszúra, vagy 1 mm vékonyra megnyújtani, és a testét formázni (pl.: csónak, ejtőernyő)                                 | Nyúlányka (Hihetetlen család), Ralph Dibny                                                                                                 |
| Szupererő                                       | A szereplő hihetetlen erő birtokosa | Mr.Irdatlan (Hihetetlen család), Hank Thunderman                                                                                           |
| Temporális sokszorozódás                        | A szereplő képes jövő- vagy múltbéli énjének, vagy másokénak elhívására.                                                                                        | Hiro Nakamura |
| Testrészek cseréje                              | A szereplő képes testrészeit másokéval helyettesíteni és azt magába olvasztani.                                                                                 | Alucard (Hellsing), bár ő inkább a szuperhős és szörnyvadász egyfajta egyedi kombinációját alkotja                                         |
| Vízalatti légzés                                | A szereplő képes lélegezni a víz alatt. | Namor, Aquaman |
| Emberfeletti szexuális vonzerő                  | Lehetetlen ellenállni neki | Natasha Romannof (Fekete özvegy), Carol Danvers (Marvel kapitány), Diana Prince (Wonder Women), Jelena Belova                              |

## Tudathoz köthető és tudás-típusú képességek

### Akaratátvitel és tudatkontroll

#### Asztrálcsapda
A szereplő képes az asztrális kivetüléseket az asztrálsíkon tartani.
- Példa: Prue Halliwell (Charmed)

### Helymeghatározás
A szereplő képes megérezni más mutánsok jelenlétét, és tartózkodási helyét.
- Példák: Kaliban (X-men evolution), Molly Walker

#### Emlékezet-manipuláció
A szereplő képes kitörölni, felszínre hozni vagy megváltoztatni emlékeket mások agyában.
- Példák: X Professzor, Zatanna, A Haiti

#### Megszállás
A szereplő képes asztráltestével megszállni és irányítani mások testét.
- Példák: Prue Halliwell (Charmed)

#### Pszichikai csapás
A szereplő képes fájdalmat, eszméletvesztést, kómás állapotot vagy akár halált is okozni tudatának erejével.
- Példák: Barbas (Charmed), ő az emberek legbelső félelmét használja fel a gyilkolásra, amit illúziókeltés formájában valósít meg. Ezzel az alany akár azonnali halálát is okozhatja; Emma DeLauro (X-csapat)

#### Pszichikai fegyver
A szereplő képes pszichikai erejét úgy összpontosítani, hogy az egy fegyverben, általában kardban, öltsön testet. Ez a fegyver nem fizikai, hanem mentális sérüléseket okoz.
- Példák: Psziché

#### Telekinézis
A szereplő képes elméjével tárgyakat mozgatni.
- Példák: Brian Davis (Heroes), Prue Halliwell (Charmed) Jean Grey/Phoenix (X Men), Carrie White (Carrie),Wanda Maximoff: Marvel, Eleven (Stranger Things), Sydney Novak (I Am Not Okay With This)

#### Tudatkontroll
A szereplő képes mások tetteit irányítani pusztán az akaraterejével.
- Példák: Rex Buckland (Charmed), Eden Mccain, X Professzor, Wanda Maximoff (Marvel-moziuniverzum)

### Egyetemes nyelvtudás
A szereplő képes bármilyen nyelvet megérteni és/vagy azt gyorsan elsajátítani.
Példák: Az ötös robot.

### Egyetemes tudás
A szereplő mindent tud.
- Példák: John Doe

### Emberfeletti intelligencia
A szereplő intelligenciája messze túlszárnyalja a legintelligensebb közönséges emberét is.
- Példák: Mr. Fantastic, X Professzor

### ÉTÉ
Az érzéken túli észlelés és kommunikáció képessége.

#### Asztrálkivetítés
A szereplő képes elkülöníteni tudatát és fizikai testét, majd tudatát egy asztráltestbe (nem fizikai test) kivetíteni.
- Példák: Prue Halliwell, Nia Nal (álmodó) (Supergirl), Tizenegy (Stranger Things)

#### Dimenzióközi észlelés
A szereplő képes észlelni egy másik dimenzióban történő eseményeket.
- Példák:Griffin(Man in Black3), Heimdal (Thor-franchise), Tizenegy (Stranger Things)

#### Empátia
A szereplő képes érzékelni mások és/vagy befolyásolni mások érzelmeit.
- Példák: Phoebe Halliwell; Emma DeLauro (X-csapat), Mantis (A galaxis őrzői)Jasper Hale

#### Jövőbe látás (prekogníció)
A szereplő képes előre megjósolni a jövő eseményeit. Ez történhet tudatosan, vagyis akaratlagosan befolyásolható képesség is, de gyakrabban inkább álmok vagy víziók formájában, tudatalatti megérzésként tör rá a szereplőre.
- Példák: Sors, Phoebe Halliwell, Isaac Mendez, Alice Cullen

#### Médium
A szereplő képes kapcsolatot teremteni és kommunikálni a holtak szellemével.
- Példák: Alison Dubois (A médium), Melinda Gordon (Szellemekkel Suttogó), Klaus Hargreeves (The Umbrella Academy)

#### Pszichometria
A szereplő képes információkat megtudni egy tárgy, hely, vagy személy múlt- vagy jövőbéli szerepéről, történetéről azzal, hogy megérinti azt, vagy egyszerűen csak a közelében tartózkodik.
- Példák: Bridget Bailey (Hősök)

#### Telepátia
A szereplő képes mások gondolataiban olvasni és/vagy gondolatátvitel útján kommunikálni.
- Példák: Jean Grey, Matt Parkman, Maury Parkman, Edward Cullen, X Professzor, Eleven

### Ösztönös tudás és készségek
A szereplő képes gyorsan elsajátítani bizonyos készségeket illetve ösztönösen ráérezni azokra.
- Példák: Gabriel Grey (Sylar) (intuíciós beleérzőképesség, vagyis bonyolult rendszerek gyors áttekintése és megértése)

## Alapvető fizikai tényezők és a valóság manipulálása

### A „klasszikus” elemek manipulációja

#### Elektromosságmanipuláció
A szereplő képes elektromosságot és elektromos mezőt gerjeszteni és irányítani.
- Példák: Leo Wyatt (Charmed), Elle Bishop (Heroes), Sidious (Nagyon erős sith a Star Warsból); Brennan Mulwray (X-csapat), Thor, Barb Thunderman

#### Föld- és talajmanipuláció
A szereplő képes irányítani a földet és a talajt.
- Példák: Lavina, Cornelia (W.I.T.C.H.) Samuel Sullivan (Hősök 4. évad), Topf (Avatar: The Last Airbender), Terra (Teen Titans)

#### Hideg- és jégmanipuláció (kriokinézis)
A szereplő képes csökkenteni saját és környezete hőmérsékletét, esetenként jég-struktúrákat létrehozni.
- Példák: Jégember, Tracey Strauss(Hősök), Gray Fullbuster (Fairy Tail), Caitlin Snow (Flash)

#### Időjárás-manipuláció
A szereplő képes irányítani az időjárást, ezen belül irányítani a szelet, a villámokat, az esőt és más időjárási jelenségeket.
- Példák: Vihar, Alice Shaw(Hősök)

#### Levegő- és szélmanipuláció
A szereplő képes szelet kelteni és irányítani.
- Példák: Hay-Lin (W.I.T.C.H.) Aang

#### Növénymanipuláció
A szereplő képes a növények növekedését befolyásolni és irányítani.
- Példák:Cornelia (W.I.T.C.H)

#### Tűz- és hőmanipuláció (pirokinézis)
A szereplő képes tüzet éleszteni és irányítani azt.
- Példák: Meredith Gordon, Flint Gordon, Hannah Webster, Charlie McGee (A Tűzgyújtó), Taranee (W.I.T.C.H.), Natsu Dragneel (Fairy Tail), Russell ,,Tűzököl" Collins (Deadpool 2)

#### Víz- és páramanipuláció (hidrokinézis)
A szereplő képes vizet fakasztani és irányítani.
- Példák: Irma (W.I.T.C.H.), Kathara (Avatar: Aang legendája)

### Anyagtalanság és fáziseltolódás, „faljárás”
A szereplő képes saját és/vagy mások testét atomjaira bontani, és így közlekedni szilárd tárgyakon keresztül.
- Példa: Árnymacska; DL Hawkins (Heroes); Jesse Kilmartin (X-csapat, Át tud menni szilárd tárgyakon, falakon, ajtókon, és másokat is át tud változtatni érintésével. Emellett "pajzzsá" is tudja változtatni magát és mást.)

### Energiasemlegesítés
A szereplő képes bármilyen energia formát semlegesíteni. (Ezzel együtt például a mutánsok erejét is!)
- Példa: Dorian Leech (pióca)

### Energiamanipuláció
A szereplő képes az energia irányítására.
- Példák: Wanda Maximoff (MCU)

### Erőtér
A szereplő erőteret képes létrehozni egy bizonyos tárgy körül.
- Példák: Bella Swan (Bella Cullen), Lana- Hihetetlen család.

### Gyógyítás
A szereplő képes meggyógyítani az élőlényeket.
- Példák: Mr. Linderman, Leo Wyatt (és a többi fényőr)

### Életre keltés
A szereplő képes élettelen tárgyaknak életet adni:
Elza (Jégvarázs), Enoch O'Connor

### Fény manipuláció (fotokinézis)
A szereplő képes kelteni, vagy irányítása alá vonni a fényt.

### Gravitációmanipuláció
A szereplő képes a gravitációs mezőt manipulálni, ezáltal bármit képes mozgatni, a telekinézishez hasonlóan, csak a képesség a gravitációs mezőre van lekorlátozva. Elméletileg  gravitáció mentes térben lehetetlen használni ezt a képességet. (viszont gravitáció-mentes terület nem létezik, mert a világűrben is van)
Bungou Stray Dogs (anime) - Nakahara Chuuya

### Halhatatlanság
A szereplő örök életet él.
Superman, Supergirl, Hőskapitány

### Hangmanipuláció
A szereplő képes kelteni, vagy irányítása alá vonni a hangot.
- Példák: Vészmadár

### Idő manipuláció
Képes az időt megállítani, visszatekerni, akár lelassítani vagy az időben utazni.
- Példák: Hiro Nakamura, Piper Halliwell, Number 5

### Mágneses manipuláció
A szereplő képes fém tárgyakat, vagy fémet tartalmazó tárgyakat mozgatni.
- Példák: Magneto, A Német, Karl Heisenberg

### Molekuláris manipuláció
A szereplő képes átalakítani egy adott tárgy molekulaszerkezetét.
- Példák: Zane Taylor

### Sötétség- és árnyékmanipuláció
A szereplő képes a tudatával létrehozni vagy manipulálni a sötétséget és az árnyékokat.

### Sugárzásmanipuláció
A szereplő rendelkezik egyes sugárzások irányításának (pl.radioaktívsugárzás-manipuláció) képességével.
Példa: Theodore Sprague (aki 1800 Currie-s sugárzást bocsát ki testéből anélkül, hogy bármiféle radioaktív anyaggal kapcsolatba került volna.)

### Teleportáció
A szereplő képes mentális erejének segítségével utazni a térben; teleportálni.
- Példák: Árnyék, Hiro Nakamura, Leo Wyatt (Charmed), Paige Matthew (Charmed), Wyatt Matthew Halliwell (Charmed), Fényőrök (Charmed),Number 5 ( The umbrella academy ), Chloe Thunderman

#### Dimenzióközi teleportáció
A szereplő képes a dimenzióközi utazásra.
- Példák: Barry Allen (Flash), Jack-Jack, America Chavez (MCU)

#### Elektromos úton történő utazás
A szereplő képes elektromos hálózatokon keresztüli utazásra (elektromos távvezetékek vagy telefonkábel segítségével).
- Példák:

#### Emberfeletti gyorsaság
A szereplő képes emberfeletti sebességgel mozogni.
- Példák: Flash, Daphne Millbrook, Superman, Higanyszál, Will (Hihetetlen család), Pietro Maximoff

#### Idézés, megidézés
A szereplő képes megidézni lényeket vagy tárgyakat.
- Példák: Wyatt Matthew Halliwell

#### Telekinézis
A szereplő képes az akaratával tárgyakat, élőlényeket mozgatni.
- Példák: Brian Davis, Sylar, Zupó Petrelli, Prue Halliwell, Max Miller (Odaát), Wanda Maximoff

#### Időutazás
A szereplő képes előre illetve hátrafelé utazni az időben.
- Példák: Hiro Nakamura

#### Mindenütt jelenlevőség
A szereplő mindenhol és mindenütt jelen van.
- Példák: Isten

#### Teleportáció, anyagátvitel
A szereplő képes magát és/vagy másokat áthelyezni a tér egy másik pontjára anélkül, hogy megtenné a kiindulási és érkezési hely közötti távot.
- Példák: Hiro Nakamura, Paige Matthew (Charmed/Bűbájos boszorkák)

### Valószínűségmanipuláció
A szuperhős képes előidézni a valószínűtlent, egymással kapcsolatba nem hozható eseményeket, vagy akár a szerencsét is befolyásolhatja.
- Példák: Skarlát boszorkány, Jynx, Domino

## Egyéb képességek
| Tulajdonság                        | Leírás | Példák |
| ---------------------------------- | --- | --- |
| Állatias átalakulás                | A szereplő különböző állatok vagy csak egyetlen állat alakját és adottságait képes magára ölteni.                            | Alakváltó Beast Boy |
| Átalakulás                         | A szereplő képes az általa megérintett anyaggá átalakulni.                                                                   | Szivacsember, Kevin Levin (Ben 10) Venom |
| Folyadékforma                      | A szereplő képes folyékony formába átalakulni.                                                                               | Vízember, Rest (Fullmetal Alchemist, első anime) |
| Méretváltoztatás                   | A szereplő képes testméretét megváltoztatni.                                                                                 | Professzor Atom, Hangya, Darázs |
| Rugalmasság, nyúlékonyság          | A szereplő képes megnyúlni és különböző formákat felvenni.                                                                   | Mr. Fantastic, Helen Parr (Nyúlányka a Hihetetlen családból)                                                                                              |
| Szervetlen anyaggá való átalakulás | A szereplő képes teljes mértékben szervetlen anyaggá átalakulni.                                                             | |
| Szublimáció                        | A szereplő képes gáz, vagy köd formát felvenni.                                                                              | |
| Földönkívüli létformává alakulás   | szereplő képes egy, vagy akár több, egymástól akár teljesen eltérő tulajdonságú és felépítésű földönkívüli lénnyé átalakulni | Ben10 |
| Illúziókeltés                      | A szereplő képes megváltoztatni saját maga és/vagy környezete megjelenését a külső szemlélő számára.                         | Candice Wilmer |
| Repülés vagy levitáció             | A szereplő képes felemelkedni a földről, lebegni vagy repülni.                                                               | Nathan Petrelli, Superman, Phoebe Halliwell Vasember |
| Mágia                              | | Gwen Tennyson (Ben10), Lucy Heartphilia (Fairy Tail, a csillagképek szellemeit képes megidézni), Dr. Strange, A Harry Potter-sorozat szereplőinek listája |
| Mágneses levitáció                 | | Magneto |
| Rovar-forma                        | | Ben10 |
| Szárnyak                           | | Angyal (Marvel Comics-szereplő) |
|                                    | | |